# Łucjan Łuszczki
Wojciech (imię zakonne: Łucjan) Łuszczki (ur. 28 marca 1910 w Sokołowie Małopolskim, zm. 3 marca 1991 w Manitowoc) – polski prezbiter rzymskokatolicki, bernardyn, doktor teologii, więzień sowieckich łagrów Kołymy – „Archipelagu Gułag”, starszy kapelan (major) Polskich Sił Zbrojnych, kapelan 17 Lwowskiego Batalionu Strzelców „San Angelo” w składzie 2 Korpusu Polskiego gen. Władysława Andersa, misjonarz pracujący wśród Polaków na emigracji w: Bristolu i Manchesterze (Wielka Brytania), w Rzymie (Włochy), członek Polskiego Instytutu Historycznego w Rzymie w latach 1955–1962, rektor Polskiej Misji Katolickiej w Argentynie (1962–1972), misjonarz i katecheta w Pulaski i Chicago (USA), wykładowca akademicki, publicysta, redaktor i wydawca, działacz społeczny.

## Dzieciństwo i młodość

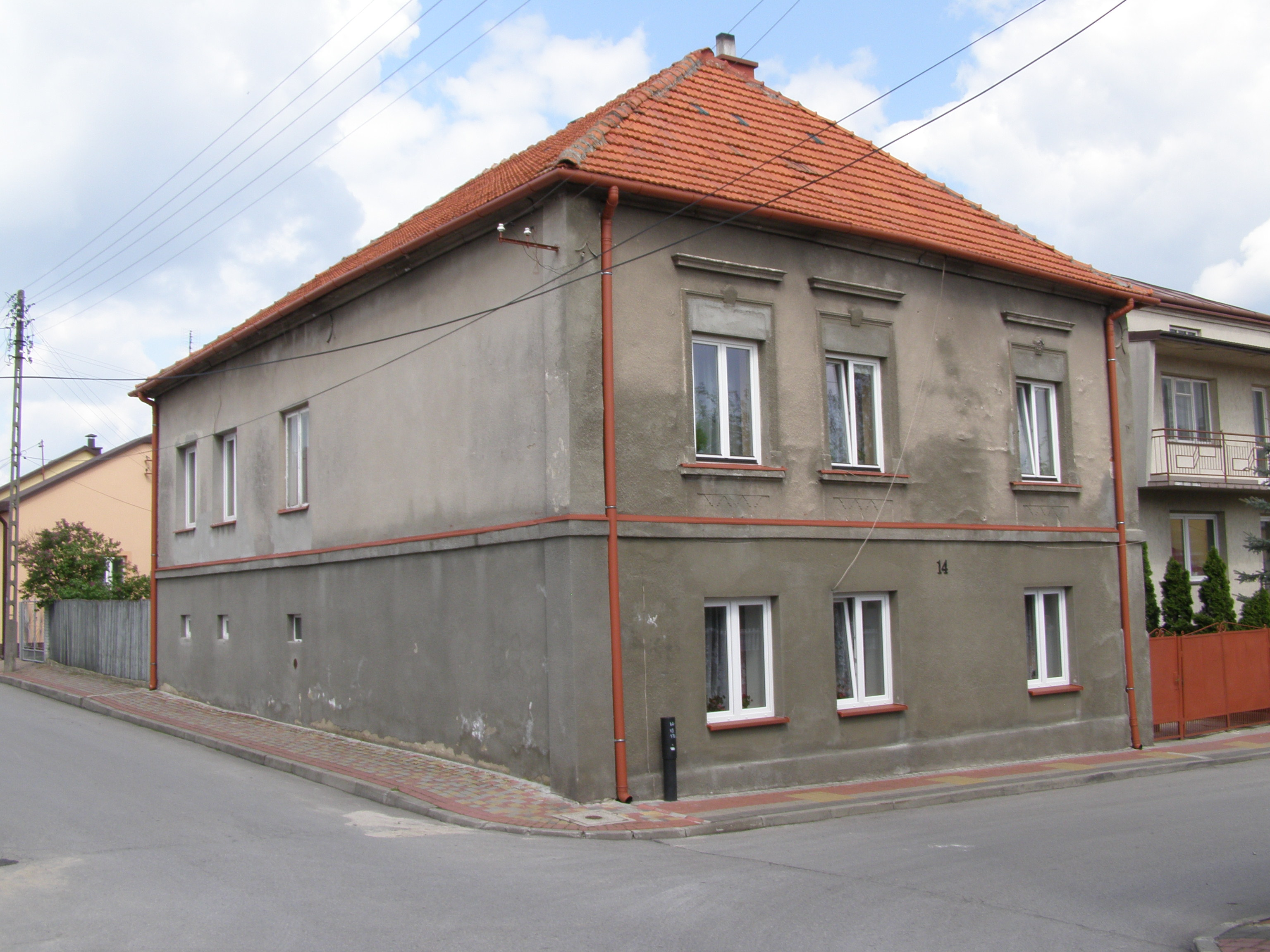
Dom rodzinny o. Łucjana w Sokołowie Małopolskim

Był synem Alojzego i Anny z Wielgoszów. Ukończył szkołę ludową w Sokołowie Małopolskim. W 1921 r. rozpoczął naukę w I Gimnazjum im. ks. Stanisława Konarskiego w Rzeszowie. Będąc uczniem gimnazjum postanowił wstąpić do Zakonu oo. Bernardynów. 2 września 1926 r. rozpoczął nowicjat w Leżajsku. 3 września 1927 r. złożył profesję zakonną. Kontynuował naukę w Kolegium Serafickim oo. Bernardynów w Radecznicy. W 1931 r. zdał maturę w IV Państwowym Gimnazjum im. Jana Długosza we Lwowie. Rozpoczął studia w zakonnym Studium Bernardyńskim. Jednocześnie jako alumn był studentem Wydziału Teologicznego na Uniwersytecie Jana Kazimierza. W dniu 29 czerwca 1936 r. przyjął święcenia kapłańskie w katedrze lwowskiej z rąk biskupa ks. Eugeniusza Baziaka. 

## Aresztowanie i zsyłka na Syberię
Przez trzy lata pracował w Kalwarii Zebrzydowskiej jako kaznodzieja, spowiednik i katecheta. W Wyższym Seminarium zakonnym we Lwowie był profesorem wymowy. W 1939 r. pracował w klasztorze bernardyńskim w Zbarażu, a w 1940 r. był wikarym w Gwoźdźcu. Kiedy wybuchła II wojna światowa przebywał w Zbarażu. Tam działał w tajnej organizacji antyrosyjskiej, którą wykryto. W 1940 r. został aresztowany przez NKWD i osadzony w więzieniu sowieckim w Tarnopolu. Skazany na 10 lat ciężkich robót został wywieziony na Syberię do kopalni złota na Kołymie, gdzie pracował w bardzo trudnych warunkach. Pobyt i ciężka praca na Kołymie nadszarpnęły jego zdrowie, do końca życia miał kłopoty z chodzeniem. W wyniku amnestii dla Polaków w związku z powstaniem Armii Polskiej w ZSRR został przez Sowietów zwolniony i wysłany przez polskie władze wojskowe do pracy duszpasterskiej wśród polskiej ludności cywilnej w Kustanaju w Kazachstanie.

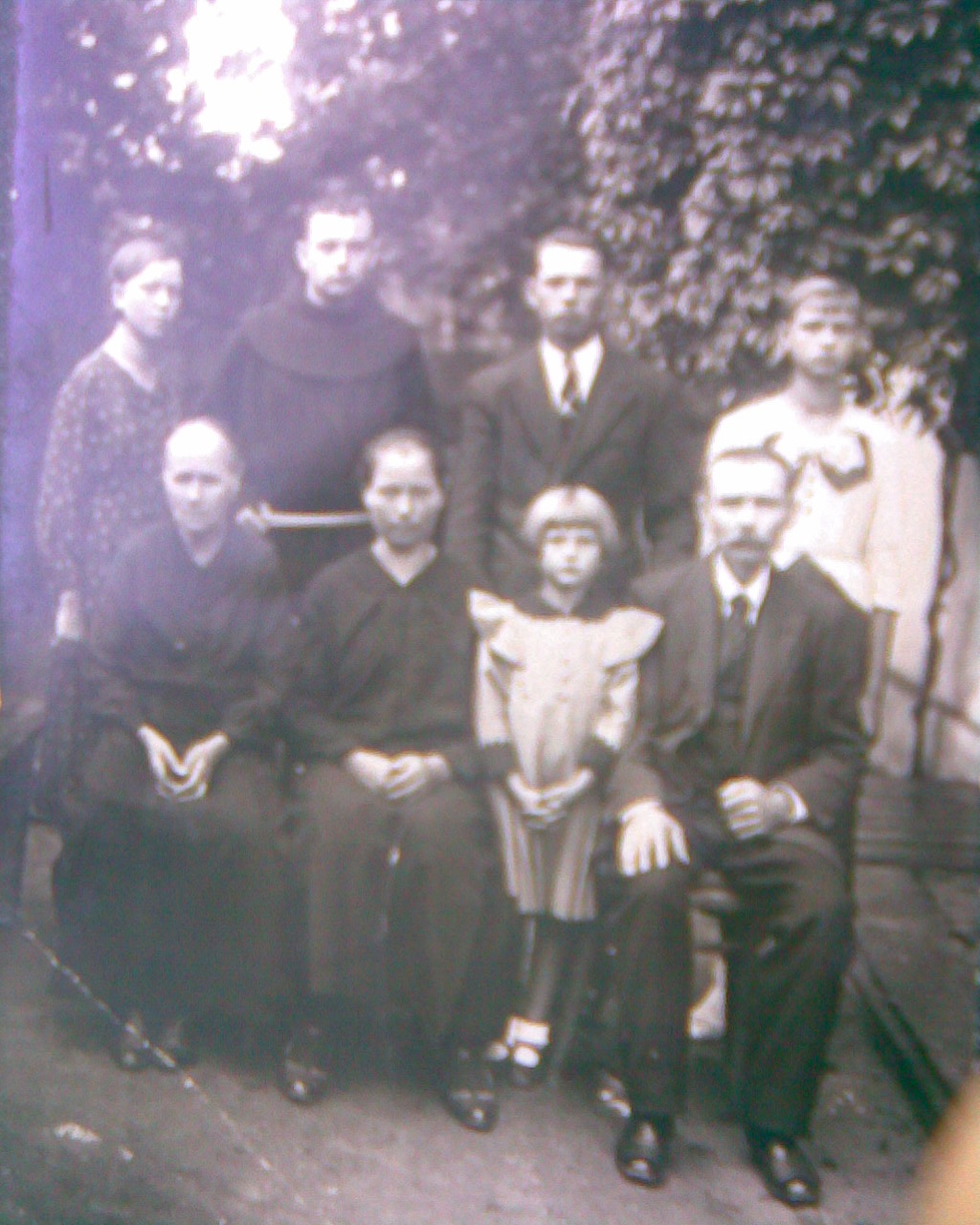
O. Łucjan Łuszczki razem z rodzicami i rodzeństwem w Sokołowie Małopolskim

## Służba w Armii Polskiej gen. Władysława Andersa

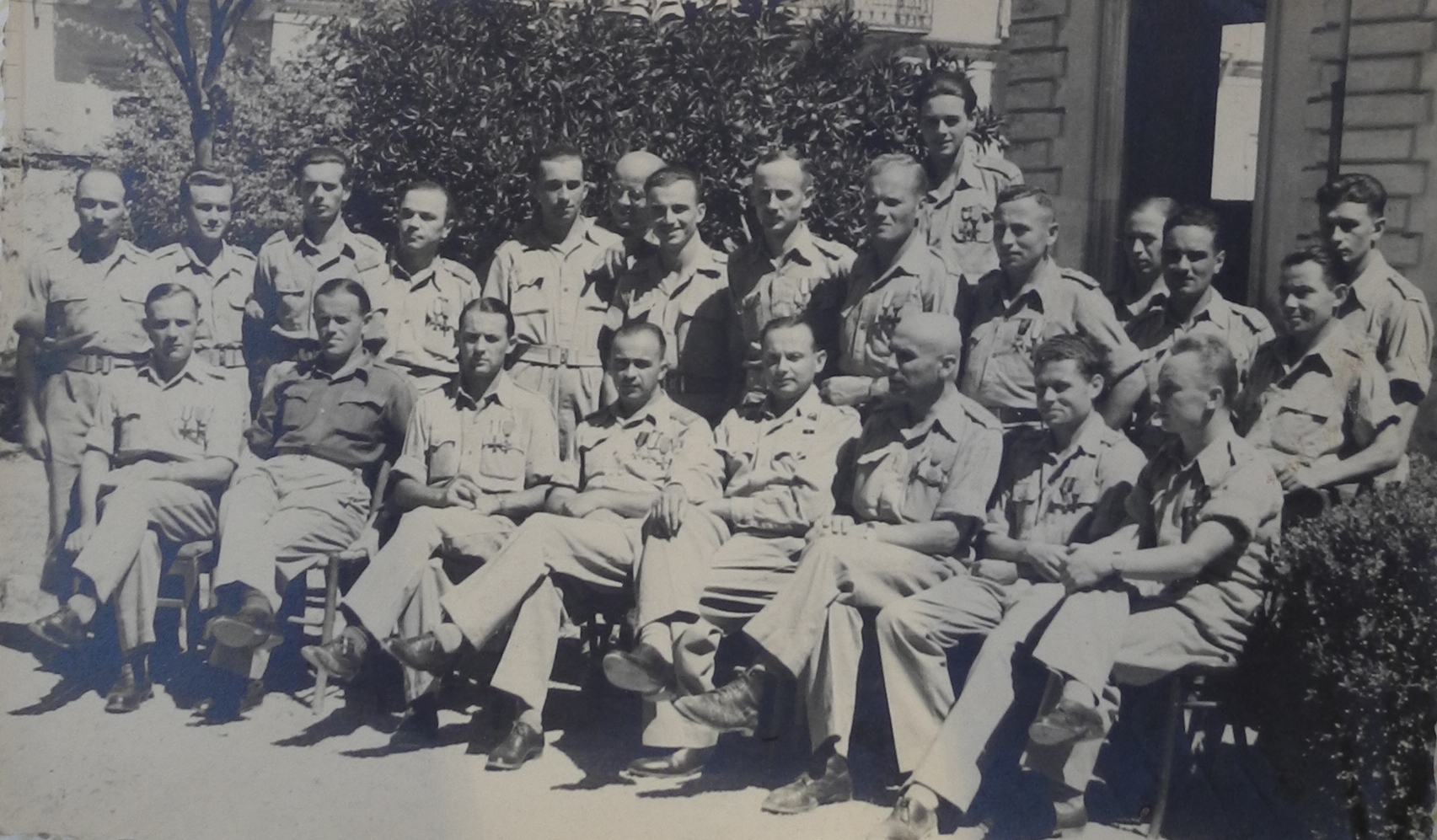
O. Łucjan Łuszczki wśród żołnierzy 17 Lwowskiego Batalionu Strzelców w Palestynie

W 1942 r. wstąpił jako kapelan do Wojska Polskiego. Otrzymał stopień kapitana i skierowany został do pracy w polskich obozach w Teheranie i Kenekinie. W Palestynie został przeniesiony do 5 Kresowej Dywizji Piechoty, gdzie służył jako kapelan w 17 Batalionie Lwowskiej Piechoty „San Angelo”. Brał udział w walkach 2 Korpusu Polskiego w bitwie pod Monte Cassino i w dalszych bitwach aż pod Bolonię, gdzie został ciężko ranny w nogę. Awansowany został po kampanii włoskiej na stopień majora.

## Działalność duszpasterska w Wielkiej Brytanii i we Włoszech

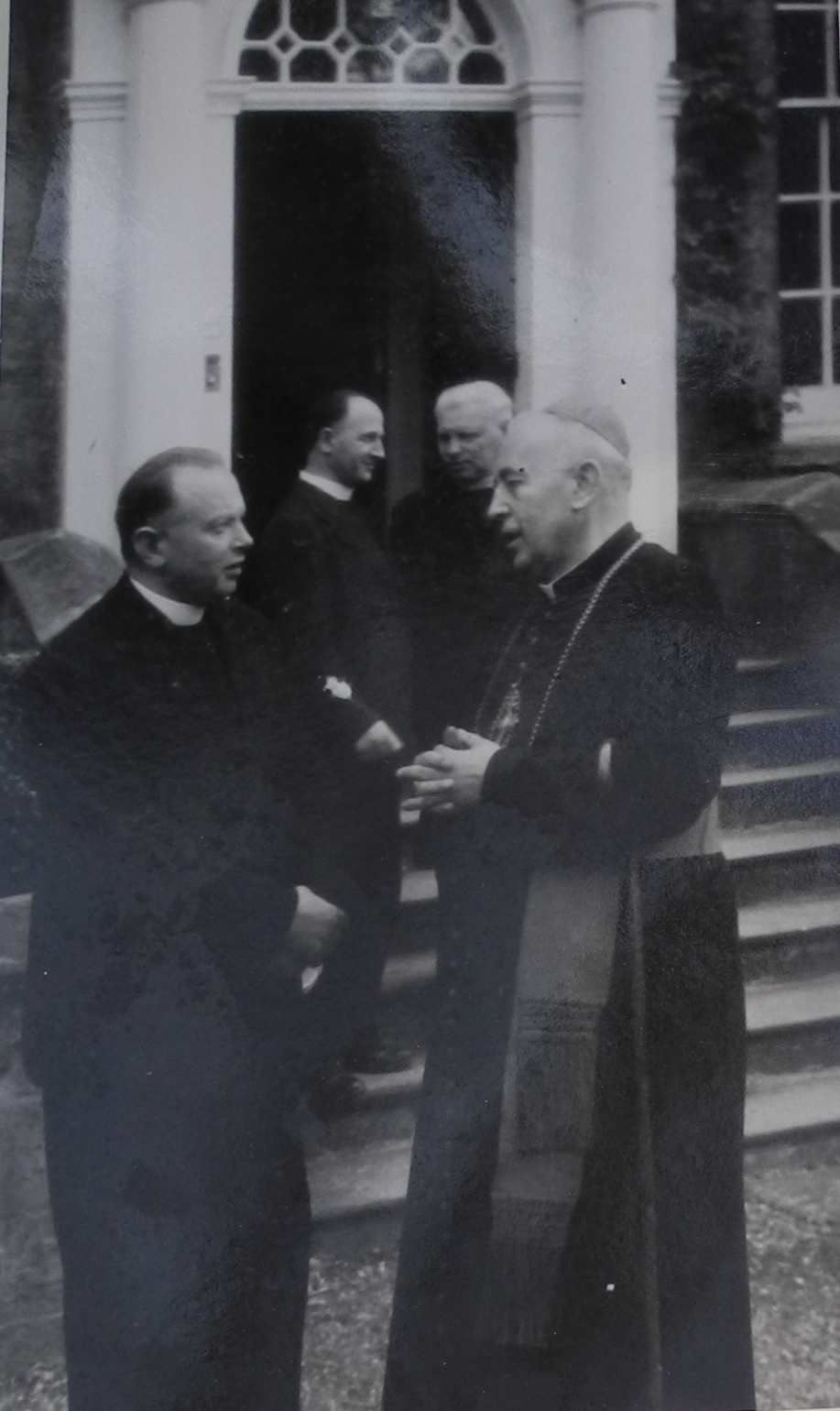
Ojciec dr Łucjan Łuszczki podczas rozmowy z abp. Józefem Gawliną w Rzymie

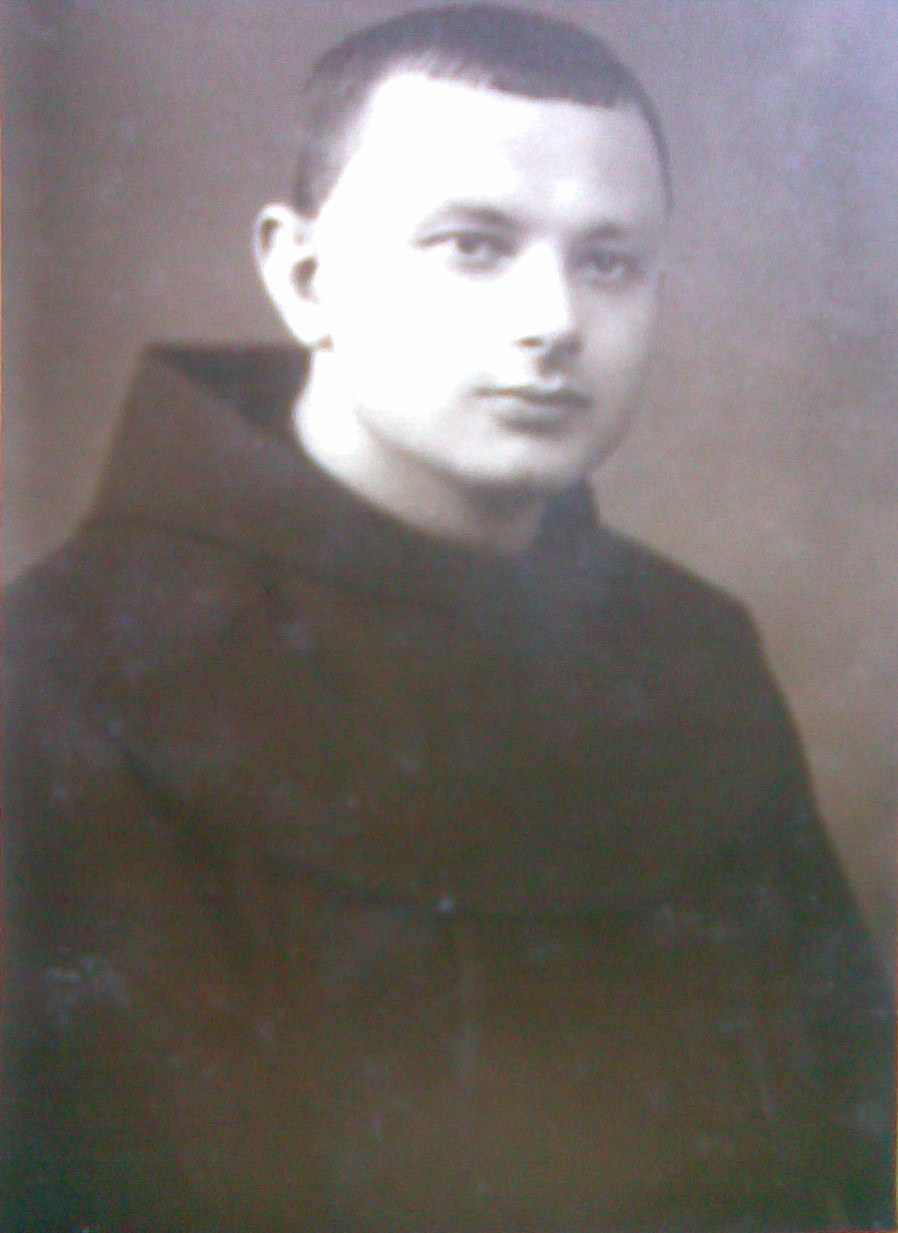
Wojciech Łuszczki w stroju zakonnym

Po zakończeniu drugiej wojny światowej udał się wraz z wojskiem polskim do Wielkiej Brytanii. W latach 1946–1953 był duchownym Polaków w Anglii, Szkocji i Walii. Pracował w ośrodkach polskich w Bristolu i Manchesterze. Głosił rekolekcje i misje. Za zezwoleniem władz zakonnych udał się następnie do Rzymu. W latach 1953–1958 studiował na Uniwersytecie Papieskim „Antonianum”. Obronił tam pracę doktorską pt. „S. Joannes a Capistrano concionator (1386–1456)” i otrzymał tytuł doktora teologii. Rozprawa ta ukazała się w Rzymie w 1961 r. Po śmierci ks. Aleksandra Michalika, rektora Polskiej Misji Katolickiej w Argentynie na prośbę ks. abp Józefa Gawliny zgodził się objąć funkcję rektora Polskiej Misji Katolickiej w Argentynie. Należał do Polskiego Towarzystwa Naukowego na Obczyźnie.

## Praca na stanowisku Rektora Polskiej Misji Katolickiej w Argentynie

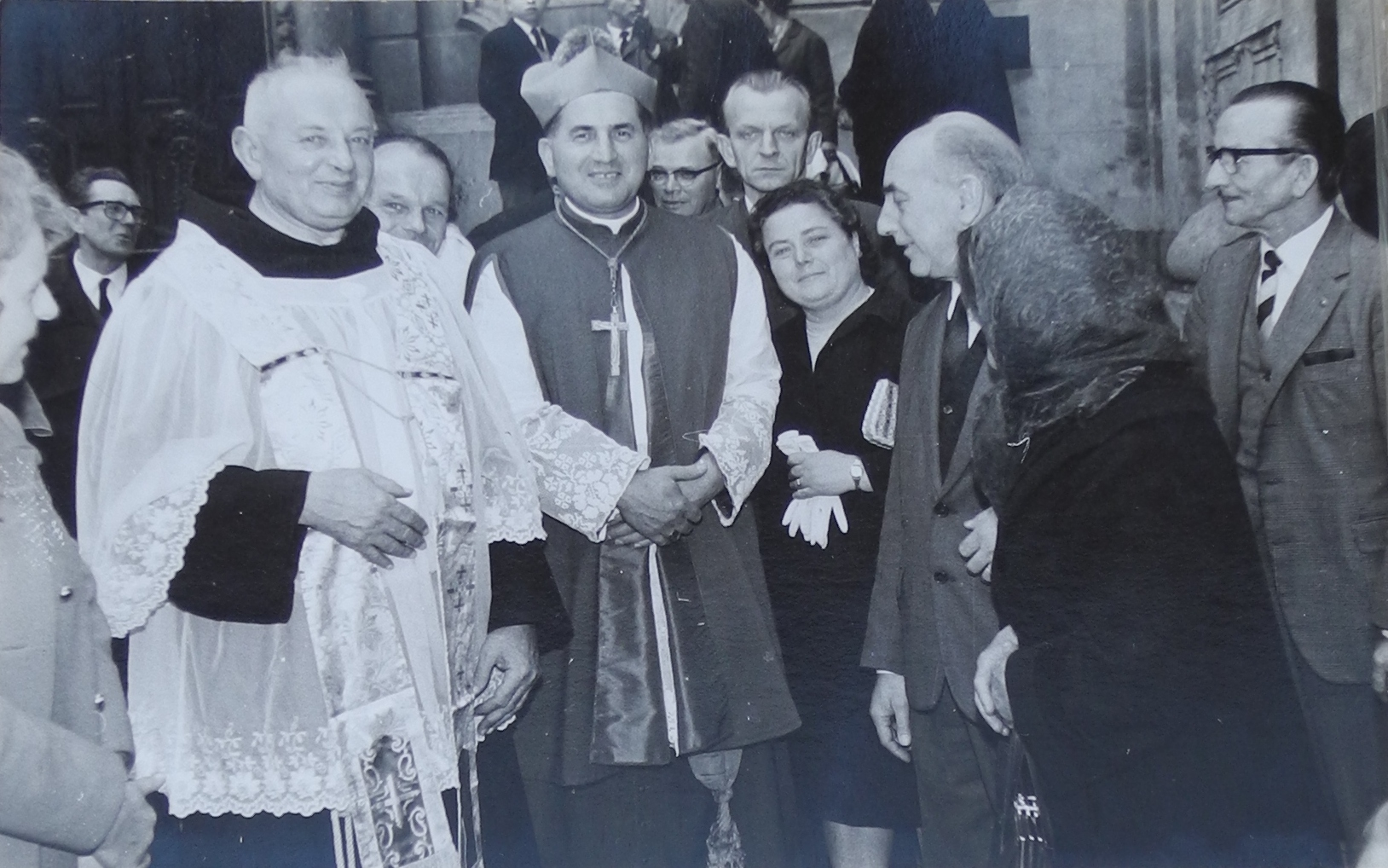
o. dr Łucjan Łuszczki wraz z ks. bp. Władysławem Rubinem podczas jego wizyty w Buenos Aires

Dekretem Świętej Kongregacji Konsystorialnej z dnia 18 lutego 1961 r. o. Łucjan Łuszczki został mianowany Rektorem Polskiej Misji Katolickiej w Argentynie. Do Buenos Aires przybył 5 listopada 1961 r. i wkrótce zamieszkał w klasztorze oo. Bernardynów (Franciszkanów) w Martin Coronado. Po czterech latach pracy przeniósł się do Buenos Aires i zamieszkał w klasztorze oo. Franciszkanów Argentyńczyków. Pracując w Argentynie odwiedzał polskie organizacje w Misiones, Rosario, Kordobie i w Mendzie oraz na terenie Wielkiego Buenos Aires, aż po Comodoro Rivadavia na Patagonii. Przewodniczył zebraniom duszpasterskim księży polskich. Odprawiał nabożeństwa we wszystkich polskich ośrodkach duszpasterskich. Organizował nowe punkty duszpasterskie, gdzie sam dojeżdżał w Mataderos, Olivos i San Justo na terenie Wielkiego Buenos Aires. Był asesorem duchowym Stowarzyszenia „Koła Katolików Polaków” oraz dyrektorem i redaktorem dwumiesięcznika „Bóg i Ojczyzna”. Pisał sprawozdania z pracy duszpasterskiej w „Duszpasterzu Polskim Zagranicą” i w „Bóg i Ojczyzna”. Z okazji beatyfikacji o. Maksymiliana Kolbe wydał broszurę „Beato Padre Maximiliano Kolbe” w 1971. Był członkiem Centralnego Komitetu Obchodów Tysiąclecia Chrztu Polski w Buenos Aires, biorąc czynny udział w uroczystych obchodach tej rocznicy w Argentynie, za co otrzymał list gratulacyjny i podziękowania od Prymasa Polski kardynała Stefana Wyszyńskiego. 

## Posługa duszpasterska w Stanach Zjednoczonych Ameryki Północnej
W 1970 r. zrezygnował z obowiązków Rektora Polskiej Misji Katolickiej w Argentynie. W 1971 r. przybył do USA i został wikarym w prowincji zakonnej w Pulaski. Pracował z początku w parafii św. Salomei, a potem do lipca 1986 r. w parafii św. Brunona w Chicago. Współpracował z „Miesięcznikiem Franciszkańskim” w dziale „Pytania i odpowiedzi”. Z powodu choroby przeniesiono go do Pulaski, a następnie do Domu Starców prowadzonego przez siostry zakonne w St. Marys Home w Manitowoc. Zmarł w tamtejszym szpitalu dnia 3 marca 1991. Spoczywa na cmentarzu franciszkańskim w Pulaski (Wisconsin) w USA.

## Ordery i odznaczenia
- Krzyż Kawalerski Orderu Odrodzenia Polski
- Krzyż Walecznych (1944)
- Srebrny Krzyż Zasługi z Mieczami (1946)
- Krzyż Pamiątkowy Monte Cassino nr 17628[13]
- Medal Wojska
- Krzyż Biskupa Polowego Józefa Gawliny
- Złoty Krzyż Kapelana Wojskowego  (pośmiertnie, 1999)
- Medal Obrony (Defence  Medal)
- Gwiazda za Wojnę 1939–1945 (1939-1945  Star)
- Medal Wojny 1939–1945 (War  Medal  1939-1945)
- Gwiazda Italii (Italy Star)

## Twórczość
Publicystyka
Pozostawił po sobie wiele artykułów prasowych publikowanych w prasie polonijnej m.in. w „Bóg i Ojczyzna” i „Duszpasterz Polski Zagranicą”.
Książki
- De sermonibus S. Joannis a Capistrano (Rzym 1961)
- Polski Ośrodek Katolicki w Martin Coronado 1958–1968
- Beato Padre Maximiliano Kolbe (1971)
- Sprawozdanie z działalności duszpasterskiej w Chicago – USA, Maszynopis bez sygnatury (Chicago 1981)
- Wspomnienia, Pogadanka do kleryków w Kalwarii Zebrzydowskiej, Maszynopis bez sygnatury (lipiec 1972)

## Rodzina

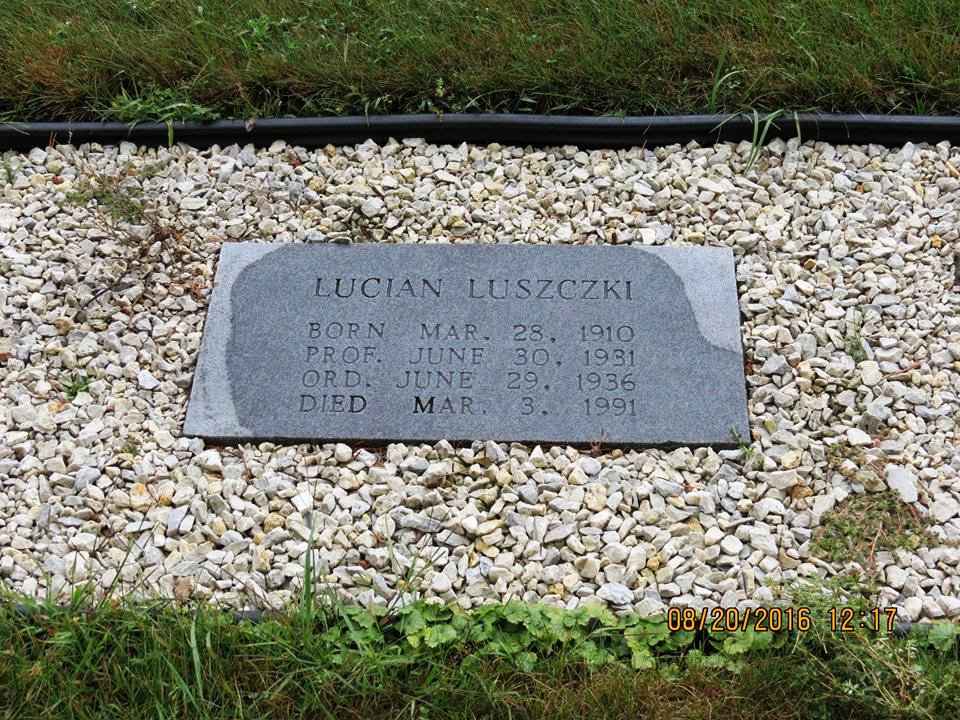
Grób o. Łucjana na cmentarzu franciszkańskim w Pulaski (Wisconsin)

Pochodził z rodziny mieszczańskiej, szczycącej się dwoma kapłanami: ks. Janem Łuszczki (1860–1917) – proboszczem parafii w Ropie w latach 1889–1917 i ks. mjr. Franciszkiem Łuszczki – kapelanem Legionów Polskich i Wojska Polskiego, proboszczem parafii w Lubeni. Jego dziadek Józef Łuszczki (1838–1928) był burmistrzem Sokołowa Małopolskiego i stał na czele komitetu obywatelskiego mieszczan sokołowskich, który rozpoczął w tym mieście budowę kościoła pw. „Świętego Ducha”. Z rodziny tej wywodzi się także Stanisław Ożóg, burmistrz Sokołowa Małopolskiego w latach 1992–1998, poseł na Sejm Rzeczypospolitej Polskiej w latach 2005–2011, poseł do Parlamentu Europejskiego w latach 2014–2019, senator Senatu Rzeczypospolitej Polskiej w latach 2018–2023 oraz Karol Ożóg - wicemarszałek Województwa Podkarpackiego. O. Łucjan posiadał liczne rodzeństwo w skład którego wchodziło czterech braci: Franciszek, Edward, Antoni i Józef oraz trzy siostry: Helena, Władysława i Maria.